# فيليتشي روماني
جوزيبي فيليتشي روماني (31 يناير 1788 – 28 يناير 1865) شاعر إيطالي وباحث في الأدب والأساطير كتب العديد من النصوص لملحني الأوبرا دونيزيتي وبيليني. اعتبر روماني أفضل كاتب كلمات أوبرا إيطالي بين ميتاستاسيو وبويتو.

## سيرته الذاتية
ولد جوزيبي فيليتشي روماني لعائلة برجوازية في جنوة، ودرس القانون والأدب في بيزا وجنوة. في جامعة جنوة ترجم الأدب الفرنسي وأعد مع زميله قاموسًا من ستة مجلدات عن الأساطير والآثار، بما في ذلك تاريخ القلط في إيطاليا. تنعكس خبرة روماني في اللغة الفرنسية والآثار القديمة في النص الأوبرالي الذي كتبه؛ تستند غالبيتها إلى الأدب الفرنسي والعديد منها، مثل نورما، تستخدم مصادر الميثولوجيا.
يبدو أنه سافر بعد رفضه منصبًا وظيفيًا في جامعة جنوة، إلى فرنسا وإسبانيا واليونان وألمانيا قبل أن يعود إلى ميلانو في عام 1812 أو 1813. أصبح هناك صديقًا لشخصيات مهمة في العالم الأدبي والموسيقي. رفض منصب شاعر البلاط في فيينا، وبدأ بدلًا من ذلك مهنة كاتب أوبرالي. كتب اثنين من النصوص الأوبرالية للملحن سيمون ماير، مما أدى إلى تعيينه كاتب النصوص الخاص بدار أوبرا لا سكالا. أصبح روماني الأكثر تقديرًا من بين جميع مؤلفي النصوص الإيطاليين في عصره، حيث أنتج نحو مئة نص. على الرغم من اهتمامه بالأدب الفرنسي، رفض العمل في باريس.
كتب روماني النص الاوبرالي إل بيراتا لبيليني، ولا سترانييرا، وزايرا، وآي كابوليتي إيه آي مونتيتشي، ولا سونامبولا، ونورما وبياتريس دي تندا، ولروسيني إل توركو في إيطاليا وبيانكا إي فاليرو، ودونيزيتي لآنا بولينا وليسير دامور (التي اقتبسها من لو فيلتر لأوجيني سكرايب). كتب أيضًا نصًا أوبراليًا (في الأصل للملحن أدالبرت غيرويتز) استخدمه فيردي في فيلمه الكوميدي المبكر أون جورنو دي رينو.
اعتبر روماني ملائمًا مثاليًا لبيليني، الذي نقل عنه قوله: «أعطني أبيات شعر جيدة وسأعطيك موسيقى جيدة». كانت «المواقف» الدرامية، وحتى المتهورة التي تم التعبير عنها في الأبيات «المصممة لتصوير المشاعر بأكثر الطرق حيوية» هي ما كان يبحث عنه بيليني في النص الأوبرالي، وذلك بحسب رسالة إلى فرانشيسكو فلوريمو، بتاريخ 4 أغسطس 1834، ووجد مبتغاه في روماني.
مع ذلك، كان هناك خلاف بين الاثنين حول المواعيد النهائية غير الدقيقة لبياتريس دي تندا. بعد تجهيز آي بيوريتاني لتصبح نصًا أوبراليًا لكارلو بيبولي، كان بيليني مصممًا على عدم تأليف المزيد من الأوبرا الإيطالية مع أي شخص سوى روماني. كانت آي بوريتاني الأوبرا الأخيرة له؛ توفي بعد أقل من عام من أول عرض لها. نعاه روماني بحزن شديد وكتب تأبينًا أعرب فيه عن أسفه الشديد على خلافهم.
في عام 1834، أصبح روماني محررًا للجريدة الرسمية بيمونتيزي التي ساهم فيها بالنقد الأدبي. بقي في المنصب، مع استراحة بين عامي 1849-185، حتى وفاته، في مونيا، (في منطقة ليغوريا، إيطاليا). نشر مجلد من قصائده الغنائية عام 1841.